# 高橋進 (天文家)
高橋 進（たかはし すすむ、1958年 - ）は、日本のアマチュア天文家。滋賀県の公開天文台・ダイニックアストロパーク天究館の2代目館長を務める一方、変光星の観測者としても活動している。

## 来歴・人物
1999年、ダイニックアストロパーク天究館の2代目館長に就任。日本の多くの公開天文台が財政難から規模を縮小されている中、毎週土曜日に開催される定例観望会、天究館が存在する滋賀県内各地で行う移動観望会、天文教室及び天文台での音楽会等、館長として天究館で催される行事を取り仕切っている。日本公開天文台協会の理事を務めている。
その傍ら、変光星観測者としても東亜天文学会変光星課幹事を務め、2005年より天文家の立場から環境問題について取り組み、天究館の所在地である滋賀県犬上郡多賀町の環境基本条例策定委員会の委員長も務めている。
高橋の業績を記念してロバート・マックノートと井狩康一によって発見された小惑星に高橋の名が付けられた。高橋の名が付いた小惑星については高橋進 (小惑星) を参照。

## 著書・雑誌連載
- 天体観測の教科書　変光星観測編（共著　日本変光星研究会編　誠文堂新光社　2009年5月30日　ISBN 978-4-416-20917-2）
- 変光星ガイド（誠文堂新光社『天文ガイド』連載、2009年2月号まで）